# 2022 у музиці
Ця стаття присвячена музичним подіям 2022 року.

## Річниці
- 270 років Франческо Б'янкі, Ніколо Дзінґареллі, Муціо Клементі, Юліані Райхардті

## Події
- 14 травня — фінал Євробачення
- 17 липня — Премія YUNA (11-та церемонія вручення)

## Музичні альбоми
- A Beautiful Time
- A Light for Attracting Attention
- Dance Fever
- Dawn FM
- Deus Arrakis
- The End, So Far
- Explosions
- Harry's House
- Her Loss
- Lifestyles of the Sick & Dangerous

- Love Sux
- Mercury – Act 2
- Midnights
- More D4ta
- Mr. Morale & the Big Steppers
- Never Let Me Go
- Patient Number 9
- Planet Zero
- Requiem
- Rock Believer

- The Sick, the Dying... and the Dead!

- Twelve Carat Toothache

- Unlimited Love

- Zeit

## Засновані колективи
- Lapillus
- H1-Key
- LF System
- Le Sserafim
- Mimiirose
- NewJeans
- Nmixx
- Reddi
- Tempest
- Younite